# Canejan (Gironda)
Canejan (en francès Canéjan) és un municipi francès situat al departament de la Gironda i a la regió de la Nova Aquitània.

## Demografia
| 1962                                       | 1968 | 1975  | 1982  | 1990  | 1999  | 2007  |
| ------------------------------------------ | ---- | ----- | ----- | ----- | ----- | ----- |
| 510                                        | 594  | 3.257 | 3.380 | 4.976 | 5.114 | 5.086 |
| Des de 1962: població sense dobles comptes |      |       |       |       |       |       |

## Administració
| Període   | Identitat               | Partit        |
| --------- | ----------------------- | ------------- |
| 1924-1953 | Jean Pommié             |               |
| 1953-1976 | Paul Pascual            |               |
| 1976-2001 | Jean-Francis Saint-Marc | Divers gauche |
| 2001-     | Bernard Garrigou        | PS            |

## Agermanaments
- Poggio Mirteto